# 姜在浩
姜 在浩（カン・ジェホ、강재호）は、満州国の軍人。創氏改名時の日本名は本郷公康。

## 経歴
1905年、慶尚北道大邱に生まれる。1935年6月1日、中央陸軍訓練処第4期に入校。中央陸軍訓練処を卒業し、1936年11月28日より同期の朴鳳祚や李元衡と共に琿春国境監視隊に指揮官として配属。
1938年9月、琿春国境監視隊から派遣され、間島特設隊創設に携わった。1939年10月、中尉となり牡丹江省管区司令部に勤務し、陸軍軍官学校第2期入学試験監督官として活動。この頃、朴正熙が血書したという新聞記事を読んで、朴の軍官学校入学を後援した。1940年8月10日、本郷公康に創氏改名。1942年頃から1943年2月まで光明中学校配属将校。後に上尉となり、間島特設隊第2連連長として活動。
第2次世界大戦終戦後に帰国したが、これといった活動はせず病死した。方圓哲によれば、疾病により軍に入らず、1960～1970年代に死亡したという。
2008年4月29日に民族問題研究所と親日人名辞典編纂委員会が発表した親日人名辞典収録対象者軍部門に記載。また、親日反民族行為者にも認定された。

## 勲章
- 勲五位景雲章[6]
- 勲六位景雲章[6]